# Ming's Bight
Ming's Bight es un pueblo canadiense situado en la provincia de Terranova y Labrador.

## Superficie
Ming's Bight tiene una superficie de 3,81 km².

## Demografía
En 2021, tenía 298 habitantes, una densidad poblacional de 78,3 hab./km², y 141 viviendas.